# Picapauzinho-vermelho
Picapauzinho-vermelho (nome científico: Picumnus rufiventris) é uma espécie de ave pertencente à família dos picídeos.  Pode ser encontrado na Bolívia, Brasil, Colômbia, Equador e Peru.

## Subespécies
São reconhecidas três subespécies:
- Picumnus rufiventris rufiventris (Bonaparte, 1838) - ocorre do Leste da Colômbia até o Leste do Equador, Nordeste do Peru e Oeste da Amazônia brasileira;
- Picumnus rufiventris grandis (Carriker, 1930) - ocorre no Leste do Peru, na região de Huánuco e Junín e na região adjacente no Oeste da Amazônia brasileira;
- Picumnus rufiventris brunneifrons (Stager, 1968) - ocorre no Norte da Bolívia, na região de Pando, Beni e Cochabamba.